# Moto Racer
Moto Racer è un videogioco di motociclismo sviluppato dalla Delphine Software International e pubblicato dalla Electronic Arts per PlayStation e PC nel 1997.
È stato seguito da Moto Racer 2.